# RS-240
Pour les articles homonymes, voir Route 240.
La RS-240 est une route locale de l'État du Rio Grande do Sul, située dans la mésorégion métropolitaine de Porto Alegre. Elle relie la BR-116, dans la municipalité d'Estância Velha, à l'embranchement des BR-287, BR-470 et RS-124, sur la commune de Montenegro. Elle dessert Estancia Velha, Capela de Santana et Montenegro, et est longue de 33,580 km.